# Kyabé
Kyabé (arabisch كيابي) ist eine Stadt in der Provinz Moyen-Chari im Tschad. Sie ist das Verwaltungszentrum des Départements Lac Iro. Westlich der Stadt liegt der kleine Flugplatz Kyabé.

## Demographie
1993 hatte Kyabé 11.912 Einwohner. 2009 erreichte die Stadt 15.960 Einwohner.